# Cousances-lès-Triconville
Cousances-lès-Triconville è un comune francese di 149 abitanti situato nel dipartimento della Mosa nella regione del Grand Est.

## Società

### Evoluzione demografica
Abitanti censiti